# Ньянапоника Тхера
Ньянапоника Тхера, также Ньянапоника Махатхера (21 июля 1901, Ханау — † 19 октября 1994, Канди, рожд. Зигмунд Фенигер (Siegmund Feniger)) — буддийский монах, теоретик Тхеравады родом из Германии, живший в Шри-Ланке.
Ньянапоника Тхера — один из создателей Общества Буддийских Публикаций (Buddhist Publication Society)  Архивная копия от 14 августа 2006 на Wayback Machine, автор и комментатор многочисленных книг по Тхераваде, многие его ученики стали организаторами буддийских общин в западных странах, например, Бхикку Бодхи. Труды Ньянапоники высоко ценились буддийскими монахами, он был одним из делегатов от Шри-Ланки на Шестом Буддийском Соборе в Рангуне.

## Биография
Ньянапоника Тхера родился в еврейской семье в Германии в 1901, его мирское имя Зигмунд Фенигер. Он получил классическое еврейское образование и проявил интерес к религии. Он стал работать в книжной торговле и заинтересовался буддизмом. В 1922 семья переехала в Берлин и он установил контакты с буддийской общиной. Во время преследования евреев в 1935 он бежал в Австрию, и сразу же стал выискивать возможности перебраться на Цейлон.
В 1936 он переехал в Шри-Ланку, где принял монашеские обеты у немецкого монаха Ньянатилока Тхеры (1878—1957). Во время войны он вместе со своим учителем был переправлен англичанами в лагерь Дияталава в северной Индии для «враждебных элементов». Это время он использовал для работ по переводу на немецкий язык палийского канона. В 1946 году он смог вернуться на Цейлон в Островную Обитель, в 1948 Цейлон объявил независимость, и в 1951 Ньянапоника принял цейлонское гражданство. Вместе со своим учителем он основал медитационный центр «Лесная Обитель» около Канди.
В 1958 он активно участвовал в создании Общества Буддийских Публикаций, где работал в качестве главного редактора до 1984, и президента до 1988.
Умер в 1994 в Лесной Обители в пригороде Канди, Шри-Ланка.

## Основные публикации
- Gruppierte Sammlung (Samyutta Nikaya) Buch II (17-21) und das ganze Buch III (22-34). ISBN 3-931095-16-9
- Angereihte Sammlung (Anguttara Nikaya) Herausgabe und Überarbeitung der Übersetzung von Nyanatiloka. ISBN 3-591-08218-X
- Der einzige Weg. Buddhistische Texte zur Geistesschulung in rechter Achtsamkeit. Aus dem Pâli und Sanskrit übersetzt und erläutert von Nyânaponika. ISBN 3-931095-04-5
- Abhidhamma Studies: Buddhist Explorations of Consciousness and Time (1998)
- Great Disciples of the Buddha : Their Lives, Their Works, Their Legacy (2003)
- The Heart of Buddhist Meditation (1973)
- Numerical Discourses of the Buddha (2000), with Bhikkhu Bodhi
- The Vision of Dhamma (2000)